# 大庄北生涯学習プラザ
尼崎市立大庄北生涯学習プラザ（あまがさきしりつおおしょうきたしょうがいがくしゅうプラザ）は、兵庫県尼崎市大庄地区にある尼崎市立の生涯学習プラザ。
大庄地域振興センター等の事務所機能や旧地区会館等の貸館機能が集約された施設である。

## 概要
鉄筋コンクリート造、地上4階の建築物。内部には、音楽室、学習室、実習室、会議室、和室、ホールなどがある。1階及び4階に配置されている会議室等は、市役所業務等で使用するものであり、原則貸室はできない。4階には防災機能を備えた会議室等があり、地震などの災害時に使用される予定である。
地域における課題解決等の活動を促進することができるよう、尼崎市立大庄公民館と大庄地区会館をともに学びと活動を支えるための施設として、2019年4月1日より尼崎市立大庄北生涯学習プラザとして運営を開始した。市立建物だが、運営は民営化している。
尼崎市立大庄南生涯学習プラザの耐震等補強工事により、2022年4月まで1階に図書コーナーがあった。
屋上では、太陽光発電を行っており、1階で発電状況を見ることができる。
館内では、Wi-Fiが誰でも利用可能。詳細は1階カウンターに掲示されている。

## 沿革
- 2017年（平成29年）10月16日 - 着工
- 2019年（平成31年/令和元年）1月8日 - 竣工
- 2019年（平成31年/令和元年）4月1日 - 開館
- 2021年（令和3年）4月14日 - 尼崎市立大庄南生涯学習プラザが耐震等補強工事で休館のため[3]、2022年4月まで図書館業務を行う。
- 2022年（令和4年）5月 -尼崎市立大庄北生涯学習プラザでの図書館業務を、尼崎市立大庄南生涯学習プラザに戻す。

## 施設案内
| 住所     | 〒660-0076 兵庫県尼崎市大島３丁目9-25 |
| TEL      | 06-6419-3667                          |
| 開館時間 | 09:00～21:00                          |
| 休館日   | 木曜日、年末年始                      |
| 駐車場   | 有（自転車・バイクは駐輪場へ）        |

## アクセス
- 阪神電車（阪神本線）「武庫川駅」から北へ徒歩約16分
- 阪神電車（阪神本線）「尼崎センタープール前駅」から北へ徒歩約19分
- 阪神バス（尼崎市内線47番、47-2番、50番、50-2番、50-4番）「大島2丁目」下車。東へ徒歩2分
- 阪神バス（阪神線）「東大島」下車。南へ徒歩約6分

## 関連施設
- 尼崎市立中央北生涯学習プラザ
- 尼崎市立小田北生涯学習プラザ
- 尼崎市立小田南生涯学習プラザ
- 尼崎市立大庄南生涯学習プラザ
- 尼崎市立立花北生涯学習プラザ
- 尼崎市立立花南生涯学習プラザ